# Lycodes obscurus
Lycodes obscurus är en fiskart som beskrevs av Toyoshima, 1985. Lycodes obscurus ingår i släktet Lycodes och familjen tånglakefiskar. Inga underarter finns listade i Catalogue of Life.